# زینون دی سوزا فاریاس
زینون دی سوزا فاریاس (به پرتغالی: Zenon de Souza Farias) هافبک اهل برزیل است که در شهر توبارائو و در تاریخ ۳۱ مارس ۱۹۵۴ به دنیا آمده‌است.
زینون دی سوزا فاریاس در تیم‌های فوتبال Avaí سابقهٔ حضور دارد.